# Georg Heym
Georg Heym (n. 30 octombrie 1887 în Hirschberg, Silezia - d. 16 ianuarie 1912 în Berlin) a fost poet german și, alături de Georg Trakl, reprezentant al expresionismului timpuriu.
Poemele sale au o notă de tristețe și deznădejde datorate acelei însingurării și alienării specifice vieții urbane moderne.

## Biografie
Heym s-a născut în 1887, la Hirschberg, Silezia Inferioară.
Spirit non-comformist, deși își iubea părinții, se opune tot timpul încercării acestora de a-i îngrădi personalitatea sau autonomia.
Din 1896 până în 1899, frecventează gimnaziul din Gnesen
În 1900 familia se mută la Berlin și Georg se mută de la o școală la alta.
În 1907 intră la Drept la Würzburg.
Frecventează Café des Westens, unde se întâlnește cu scriitori ca: Hugo Ball, Johannes R. Becher, Richard Huelsenbeck, Klabund și alții.
Heym a activat în domeniul juridic, ocupând diverse posturi mărunte, dar fără a avea o stabilitate, deoarece intra mereu în conflict cu autoritățile.
Pe 16 ianuarie 1912, efectuează, cu prietenul său Ernst Balcke, o călătorie. Încearcă să-și salveze prietenul, care căzuse în apa înghețată a râului Havel, dar fără succes. Amândoi sunt găsiți de niște muncitori forestieri, dar n-au mai putut fi salvați.

## Opera
- 1907: Der Athener Ausfahrt - dramă
- 1909: Versuch einer neue Religion - eseu
- 1910: Zeul orașului (Der Gott der Stadt) - lirică
- 1911: Ziua cea veșnică (Der ewige Tag) - lirică
- 1911: Atalanta  - dramă
- 1912: Umbra vitae - lirică
- 1913: Hoțul (Der Dieb) - nuvele
- 1914: Marathon  - lirică